# 고천동
고천동(古川洞)은 경기도 의왕시의 동이며 의왕시청 소재지이다.

## 지명 유래
고천동 일대는 과거에 사그내 또는 사근내라 불리었다. 사근내(沙斤乃, 沙斤川)라는 이름은 오전동과 왕곡동 등 사방에서 흘러들어오는 개울을 뜻하는 이름이었으며 이가 변하여서 사그내가 된 것이다. 1914년 부군면 통폐합 때 평사천·고정동·고고리·내곡동이 합쳐져서 고정동과 고고리의 고(古), 평사천의 천(川)을 따서 고천리가 되었으며, '삭은 내'로 해석하고 한자화한 고천(古川)이라는 지명이 등장한 이후로 고천이라는 이름으로 굳어졌다고 하기도 한다.

## 법정동
- 고천동
- 왕곡동
- 오전동 일부

## 교육
- 고천초등학교
- 왕곡초등학교
- 우성고등학교
- 경기외국어고등학교
- 고천중학교
- 고천제2초등학교(가칭)

## 기타 시설
- 의왕시청, 의왕시의회
- 의왕소방서
- 의왕경찰서
- 오봉산
- 계요병원

## 교통

### 도로
- 과천봉담도시고속화도로(지방도 제309호선)
  - 의왕요금소
- 경수산업도로